# St Peter's
St Peter's, est une communauté villageoise, lieu d'un comité de gestion (Kumitat Amministrattiv), appartenant au conseil local (Kunsill Lokali) de Ħaż-Żabbar, sur Malte.